# Stocznia Szczecińska B-432
Der Frachtschiffstyp B-432, auch B432 ist ein Serienfrachtschiffstyp der Stettiner Werft Stocznia Szczecińska im. A. Warskiego.

## Geschichte
Die Werft entwickelte den Schiffstyp Anfang der 1970er Jahre. Die Schiffsserie wurde von 1972 bis 1980 in 26 Einheiten gebaut. Aufgrund der Weiterentwicklung während der laufenden Serie wird die Baureihe in B432-I (5 Einheiten), B432-II (8 Einheiten) und B432-III (13 Einheiten) unterteilt. Die ersten sieben Einheiten des Bauprogramms wurden 1972/73 und 1976/77 an die polnische Staatsreederei Polskie Linie Oceaniczne abgeliefert. Erstes Schiff der Serie war die Radzionków mit der Baunummer 229. Darüber hinaus orderten später Reedereien aus Ägypten, Syrien und der Außenhandelsbetrieb der Sowjetunion, V/O Sudoimport, Schiffe dieses Serientyps. Diese kamen in den Jahren 1977 bis 1981 zur Ablieferung. In den 1990er Jahren wurde die Mehrzahl der Trockenfrachter und ein Teil der Fischtransporter veräußert und von anderen Reedereien weiterbetrieben. Ab Mitte der 1990er Jahre gingen die ersten Einheiten zum Abbruch. Die Skoczów ging als einziges Schiff der gesamten Baureihe am 21. Juli 1990 nach einer Kollision mit der L'Abanga verloren. Heute ist nur noch ein Schiff der Serie im Register verzeichnet, die ehemalige Chełm.

## Technik
Der Grundtyp des B432 ist ein Mehrzweck-Trockenfrachter mit etwa zwei Drittel achtern angeordneten Aufbauten achterem Maschinenraum und langer Poop. Die vier Laderäume verfügen über je ein Zwischendeck und haben zusammen ein Schüttgutvolumen von 8673 m3 und 8399 m3 Ballenraum. Drei der Laderäume liegen vor dem Deckshaus und einer im Achterschiff. Verschlossen werden die Luken durch Stahllukendeckel. Das Ladegeschirr bestand aus drei elektrohydraulischen 5-Tonnen-Schiffskränen, einem Stülcken-Schwergutbaum mit einem 40-Tonnen-Schwergutbaum und vier 5-Tonnen-Leichtadebäumen sowie zwei weiteren 5-Tonnen-Ladebäumen. Abweichend von den ersten beiden Serien war die für Sudoimport hergestellte Serie B432-III als Fischtransporter mit Einrichtungen zum Tiefkühltransport bis minus 18 °C ausgelegt. Von dieser auch Typ Tarkhansk genannten Serie wurden 13 Einheiten gebaut, die über drei Tiefkühlladeräume mit einem Rauminhalt von zusammen 7143 m3 sowie einen Trockenladeraum von 1110 m3 verfügten. Alle Schiffe besaßen über eine Containerkapazität zwischen 48 und 50 TEU.
Der Schiffsantrieb besteht aus einem in Sulzerlizenz gefertigten Typ 5RD68 Zweitakt-Dieselmotor des Herstellers H. Cegielski aus Poznań. Die Motoren leisten 4490 kW und wirken direkt auf einen Festpropeller mit einer Drehzahl von bis zu 150 Umdrehungen pro Minute. Die Energieversorgung erfolgte durch drei Hilfsdiesel mit jeweils 504 kW Leistung.

## Übersicht
| Typ-B432-Schiffe | Typ-B432-Schiffe | Typ-B432-Schiffe | Typ-B432-Schiffe | Typ-B432-Schiffe   | Typ-B432-Schiffe                                    | Typ-B432-Schiffe |
| Bauname          | Typ              | Baunummer        | IMO-Nummer       | Ablieferung        | Auftraggeber                                        | Umbenennungen und Verbleib                                                                                          |
| ---------------- | ---------------- | ---------------- | ---------------- | ------------------ | --------------------------------------------------- | --- |
| Radzionków       | B432-I           | 229              | 7223120          | 29. Dezember 1972  | Polskie Linie Oceaniczne, Gdynia                    | 1980 Mareeg, 2000 Polymok, 2005 Hero 1, ab April 2006 bei Buoy Shipping Agency in Bhavnagar verschrottet            |
| Garwolin         | B432-I           | 233              | 7303528          | 31. März 1973      | Polskie Linie Oceaniczne, Gdynia                    | 1997 Nur, ab 14. März 2011 in Alang abgebrochen                                                                     |
| Ostrołęka        | B432-I           | 240              | 7323798          | 31. August 1973    | Polskie Linie Oceaniczne, Gdynia                    | 1997 Salwah, ab 3. April 2000 in Mumbai verschrottet                                                                |
| Wieliczka        | B432-I           | 246              | 7329704          | 15. Dezember 1973  | Polskie Linie Oceaniczne, Gdynia                    | 1999 Wise Mariner, ab 18. Februar 2000 verschrottet                                                                 |
| Bochnia          | B432-I           | 284              | 7362706          | 28. Februar 1976   | Polskie Linie Oceaniczne, Gdynia                    | 2006 Rabbana, ab 1. Dezember 2008 abgebrochen                                                                       |
| Chełm            | B432-II          | 286              | 7384895          | 18. Juni 1976      | Polskie Linie Oceaniczne, Gdynia                    | 2004 Polchelm, 2004 Poleuro 1, 2006 Coral, so im Register geführt                                                   |
| Siemiatycze      | B432-II          | 294              | 7600885          | 30. November 1976  | Polskie Linie Oceaniczne, Gdynia                    | 2001 Tiran Island, ab 21. Februar 2009 abgebrochen                                                                  |
| Skoczów          | B432-II          | 299              | 7600897          | 29. Januar 1977    | Polskie Linie Oceaniczne, Gdynia                    | am 21. Juli 1990 nach einer Kollision mit der L'Abanga auf der Position 42°29'N; 009°49'W gesunken                  |
| Asmaa            | B432-II          | 310              | 7637670          | 30. Dezember 1977  | Federal Arab Maritime Company, Alexandria           | 1999 Transmar III, 2007 Transmar, ab 2. Januar 2007 verschrottet                                                    |
| Al Esraa         | B432-II          | 316              | 7717456          | 30. Juni 1978      | Federal Arab Maritime Company, Alexandria           | 1995 Trans Cargo III, ab 6. Februar 2010 abgebrochen                                                                |
| Al Hamraa        | B432-II          | 320              | 7717468          | 30. September 1978 | Federal Arab Maritime Company, Alexandria           | 1996 Haj Muhieddine, ab 8. August 2001 verschrottet                                                                 |
| Tarkhansk        | B432-III         | 327              | 7811898          | 31. Dezember 1978  | Sudoimport, Moskau                                  | am 4. März 1999 zum Abbruch in Alang eingetroffen                                                                   |
| Barada           | B432-II          | 328              | 7806714          | 27. März 1979      | Syro-Jordanian Shipping Company „Sjomar“, Port Said | 2011 Hilal Alemarat II, ab 2. Mai 2013 abgewrackt                                                                   |
| Terehovsk        | B432-III         | 332              | 7811903          | 29. Juni 1979      | Sudoimport, Moskau                                  | 15. Dezember 1998 in Xinhui verschrottet                                                                            |
| Ternovsk         | B432-III         | 333              | 7811915          | 30. Juni 1979      | Sudoimport, Moskau                                  | 21. Juli 1997 in Alang abgebrochen                                                                                  |
| Titovsk          | B432-III         | 336              | 7811927          | 31. August 1979    | Sudoimport, Moskau                                  | ab 23. Juni 1999 in Kalkutta verschrottet                                                                           |
| Tokarevsk        | B432-III         | 338              | 7811939          | 30. September 1979 | Sudoimport, Moskau                                  | ab 21. März 1997 zum Abbruch in Alang eingetroffen                                                                  |
| Trunovsk         | B432-III         | 339              | 7811941          | 31. Oktober 1979   | Sudoimport, Moskau                                  | 2000 Igenfaith, ab 8. Februar 1999 in Mumbai verschrottet                                                           |
| Tulsk            | B432-III         | 341              | 7811953          | 5. Dezember 1979   | Sudoimport, Moskau                                  | ab 4. Februar 1999 in Mumbai abgebrochen                                                                            |
| Al Yarmouk       | B432-II          | 342              | 7817464          | 28. Dezember 1979  | Syro-Jordanian Shipping Company „Sjomar“, Port Said | 2011 Hilal Alemarat I, ab 15. November 2011 verschrottet                                                            |
| Tarasovsk        | B432-III         | 345              | 7811965          | 22. Februar 1980   | Sudoimport, Moskau                                  | 2000 Igenhope, 2000 Majesty, ab November 2003 in China verschrottet                                                 |
| Timofeyevsk      | B432-III         | 346              | 7811977          | 31. März 1980      | Sudoimport, Moskau                                  | ab 27. November 2002 in Changshu abgebrochen                                                                        |
| Talniki          | B432-III         | 349              | 7811989          | 17. Juni 1980      | Sudoimport, Moskau                                  | 1999 Seapride, 2005 Sea Ranger 2006 Karema, 2007 Rock, am 12. Oktober 2007 zur Verschrottung in Gadani eingetroffen |
| Kutuzovo         | B432-III         | 353              | 8008620          | 31. Dezember 1980  | Sudoimport, Moskau                                  | 1999 Igen Wave, ab 25. Dezember 1999 in Mumbai abgewrackt                                                           |
| Kulikovo         | B432-III         | 357              | 8023072          | 28. April 1981     | Sudoimport, Moskau                                  | 2002 Zabrjad, ab 28. Februar 2009 abgebrochen                                                                       |
| Kashirskoye      | B432-III         | 359              | 8030910          | 12. August 1981    | Sudoimport, Moskau                                  | 1994 Alexandere, im Dezember 2001 in Xinhui verschrottet                                                            |